# Línea L41 (Montevideo)
La línea L41 es una línea local del Intercambiador Belloni, uniendo dicho intercambiador con el barrio Vista Linda.

## Historia
Fue creada con el fin de sustituir al entonces ramal rojo de la línea 141, que unía la Plaza España con el Parque Guaraní, dicho ramal era una mezcla entre el ramal negro de la 141 desde Plaza España con la avenida 8 de Octubre y el recorrido de la línea 115 desde dicho punto hacia el Parque Guaraní, aunque con posteridad la línea se transformaría en un servicio nocturno. En lo que respecta al recorrido de la línea L41 el mismo iniciaba su recorrido en la intersección de la avenida 8 de octubre y Comercio. En el año 2018 tuvo una breve modificación, extendiéndose hacia el shopping Nuevocentro, la cual funcionaria por muy poco tiempo, recuperando nuevamente su anterior destino. Finalmente, en el año 2019 se realiza su última modificación, comenzando a concentrar sus servicios en el  Intercambiador Belloni como punto de llegada y salida. 

## Recorridos
En ambos sentidos, circula por los barrios de Flor de Maroñas, Bella Italia y Vista Linda.
| Ida - Andén 1 (Intercambiador Belloni) - José Belloni - Veracierto - Argerich - José de Bejar - Marcos Sastre - General Timoteo Aparicio - Adagio en mi país - Itapeby - Maestra Débora Vitale - Maestra María Manrupe - Rubén Darío - Camino Del Fuerte - Cochabamba - Maestra Juana Manso - Santiago Arrieta - Ombú - 12 de Octubre - Avenida Justino Jiménez de Aréchaga - Sebástopol y Avenida Luis Braille - Vista Linda | Vuelta - Sebastopol - Calle 3 - Juana Manso - Luis Braille - Marcos Salcedo - Jiménez de Aréchaga - 12 de Octubre - Ombú - Santiago Arrieta - Juana Manso - Cochabamba - Camino Del Fuerte - Rubén Darío - Maestra María Manrupe - Maestra Débora Vitale - Itapeby - Adagio en mi país - Veracierto - Camino Maldonado - Avenida José Belloni - Andén 3 (Intercambiador Belloni) |